# (466637) 2014 WA45
(466637) 2014 WA45 es un asteroide perteneciente al cinturón de asteroides, descubierto el 8 de noviembre de 2009 por el equipo Spacewatch desde el Observatorio Nacional de Kitt Peak (Arizona, Estados Unidos).